# Cronologia da pandemia de COVID-19 em março de 2020
Este artigo documenta a cronologia e epidemiologia do vírus SARS-CoV-2 em março de 2020, o vírus que causa a COVID-19 e é responsável pela pandemia de COVID-19. Os primeiros casos humanos da COVID-19 foram identificados em Wuhan, China, em dezembro de 2019.

## Cronologia

### 1 de março
A Alemanha confirmou mais 63 casos, elevando o número total para 129.
 A Armênia confirmou o primeiro caso no país, um homem de 29 anos que regressou do Irã.
 A Austrália confirmou a primeira morte no país, um homem de 78 anos do navio Diamond Princess. Um caso adicional foi confirmado, elevando o número total para 26.
 A Áustria confirmou mais quatro casos, elevando o número total para 14.
 O Barém confirmou mais seis casos, elevando o número total para 47.
 O Canadá confirmou quatro novos casos em Ontário, elevando o número total para 24. Todos os quatro tinham histórico de viagens para o Irã ou Egito.
 A Chéquia confirmou os três primeiros casos no país, indivíduos que haviam viajado do norte da Itália.
 A China confirmou 573 novos casos; 570 dos quais estavam na província de Hubei, elevando o número total para 79.824. As mortes aumentaram em 35, para um total de 2.870.
 A Coreia do Sul confirmou mais 376 casos, elevando o número total para 3.526. Outros 210 casos foram posteriormente confirmados com a 18.ª morte relatada, elevando o número total para 3.736.
 O Egito confirmou mais um caso, elevando o número total para 2.
 O Equador confirmou mais cinco casos, elevando o total para seis.
 A Escócia confirmou seu primeiro caso.
 A Espanha confirmou mais 26 casos, elevando o número total para 84. Espanha também confirmou sua primeira morte devido ao surto, em Valência.
 Os Estados Unidos relataram a segunda morte confirmada no estado de Washington. Os primeiros casos em Rhode Island, Flórida e Nova Iorque foram confirmados. As autoridades confirmaram mais 21 casos no total, elevando o número para 89.
 A Finlândia confirmou mais dois casos relacionados à mulher diagnosticada em 27 de fevereiro, elevando o número total para 6.
 A França confirmou mais 30 casos, elevando o número total para 130.
 Hong Kong confirmou mais três casos, elevando o número total para 98.
 O Irã confirmou 385 novos casos, com mais 11 mortes, elevando o número total para 978 e 54, respectivamente. Um total de 23 membros do Parlamento do Irã , cerca de 8%, havia testado positivo para o vírus.
 O Iraque confirmou mais seis casos, elevando o número total para 19.
 Israel confirmou mais três casos, elevando o número total para 10.
 A Itália confirmou 566 novos casos e cinco mortes, elevando o número total para 1.694 e 34, respectivamente.
 O Japão confirmou outra morte pelo coronavírus, elevando o total para 6.
 A Malásia confirmou mais quatro casos, elevando o número total para 29.
 O México confirmou um caso adicional, elevando o número total para 5.
 Os Países Baixos confirmou mais três casos, elevando o número total para 10.
 O Reino Unido confirmou treze casos adicionais do vírus, incluindo uma pessoa de Essex que não havia viajado para nenhum país anteriormente afetado pelo vírus, elevando o total no país para 35.
 A República Dominicana confirmou seu primeiro caso, um turista italiano de 62 anos.
 São Bartolomeu confirmou seu primeiro caso.
 São Martinho confirmou seu primeiro caso.
 São Marino confirmou mais sete casos, elevando o número total para 8. A primeira morte também foi confirmada.
 Singapura confirmou mais quatro casos, elevando o número total para 106.
 A Suécia confirmou mais um caso, elevando o número total para 14.
 A Tailândia confirmou sua primeira morte pelo coronavírus, um trabalhador de varejo de 35 anos que também teve dengue.

### 2 de março
A Alemanha confirmou mais 21 casos, elevando o número total para 150.
 Andorra confirmou o seu primeiro caso.
 A Arábia Saudita confirmou seu primeiro caso em um cidadão que viajou para o Irã e retornou à Arábia Saudita via Barém.
 A Austrália confirmou quatro novos casos, elevando o número total para 30, incluindo sua primeira transmissão homem a homem.
 O Barém confirmou mais dois casos, elevando o número total para 49.
 O Canadá confirmou mais três casos, todos em Ontário, elevando o número total para 27.
 O Catar confirmou quatro novos casos, elevando o total para 7.
 A China confirmou 202 novos casos, elevando o total para 80.026. Foram anunciadas 42 mortes, totalizando 2,912 mortes.
 A Coreia do Sul confirmou mais 476 casos, elevando o número total para 4.212. Mais quatro mortes foram confirmadas, elevando o total para 22. Outros 123 casos foram confirmados posteriormente, elevando o número total para 4.335.
 A Espanha confirmou mais 36 casos, elevando o número total para 120.
 Os Estados Unidos confirmaram mais 13 casos, elevando o número total para 102. Cinco outras mortes também foram confirmadas, elevando o número total para 6.
 A França confirmou mais 61 casos, elevando o número total para 191. A terceira morte também foi relatada.
 A Índia confirmou os primeiros casos desde o surto inicial. Um dos casos foi detetado em Nova Deli, enquanto que o outro foi na região de Telangana. O número total de casos positivos no país elevou-se para 5.
 O presidente da Indonésia, Joko Widodo, anunciou os dois primeiros casos confirmados no país. As duas pessoas contraíram o vírus de um japonês em Depok, que mais tarde deu positivo na Malásia. A mãe e a filha estão agora hospitalizadas no norte de Jacarta.
 O total de casos do Irã aumentou para 1.501, com 66 mortes.
 O Iraque confirmou mais dois casos, elevando o número total para 21.
 As autoridades de turismo da Irlanda anunciaram que um dos maiores eventos anuais, o Dublin St Patricks Day Parade 2020, foi cancelado.
 Israel confirmou mais dois casos, elevando o número total para 12.
 A Itália confirmou 342 novos casos e 18 mortes, elevando o número total para 2.064 e 52, respectivamente.
 A Jordânia confirmou seu primeiro caso.
 O Kuwait confirmou mais dez casos, elevando o número total para 56.
 A Letônia confirmou seu primeiro caso, uma mulher que voou de Milão para Riga através de Munique.
 Marrocos confirmou seu primeiro caso.
 Os Países Baixos confirmaram oito novos casos, elevando o número total para 18.
 Portugal confirmou os seus dois primeiros casos. Um dos doentes é um homem de 60 anos que esteve de férias em Itália, o outro tem 33 anos e esteve em Valência.
 O Reino Unido confirmou três casos adicionais, elevando o total para 39. Um quarto diagnóstico original de positivo de uma pessoa foi confirmado posteriormente como negativo.
 A Rússia confirmou um caso adicional, elevando o total para 6 casos.
 O Senegal confirmou seu primeiro caso, onde a pessoa havia viajado recentemente da França.
 Singapura confirmou mais dois casos, elevando o número total para 108.
 A Suécia confirmou mais um caso, elevando o número total para 15.
 Taiwan confirmou um caso adicional, elevando o total para 41 casos.
 A Tailândia confirmou mais um caso, elevando o número total para 43.
 A Tunísia confirmou seu primeiro caso.

### 3 de março
A Alemanha confirmou mais 38 casos, elevando o número total para 188.
 A Argentina confirmou seu primeiro caso do Covid-19.
 A Austrália confirmou mais oito casos, elevando o número total para 38.
 O Canadá confirmou mais seis casos, dois em Ontário e quatro na Colúmbia Britânica, elevando o total para 33.
 O Chile confirmou seu primeiro caso do Covid-19.
 A Coreia do Sul confirmou mais 600 casos, elevando o número total para 4.812. Mais 12 mortes também foram confirmadas, elevando o total para 34.377 casos adicionais foram confirmados à tarde, juntamente com mais duas mortes, totalizando 5.186 casos e 36 mortes.
 A Espanha confirmou a primeira morte no país, uma pessoa que morreu em 13 de fevereiro, fazendo dele a primeira morte registrada na Europa.  O país relatou mais 31 casos, elevando o número total para 151.
 Os Estados Unidos confirmaram mais três mortes, elevando o total para 9. Foi relatado o primeiro caso de coronavírus na Carolina do Norte, vindo do lar de idosos no estado de Washington responsável pelas primeiras mortes pelo vírus. Outro caso na Flórida foi presumivelmente confirmado como positivo, elevando o número total de casos da Flórida para três. O número de casos ficou em 126, aumentando em 24, de 102.
 A China confirmou 125 novos casos, o menor número de casos desde janeiro, elevando o número total para 80.151. Também foram confirmadas 31 novas mortes, elevando o total para 2.943.
 O Equador confirmou mais três casos, elevando o número total para 10.
 A França confirmou mais 21 casos, elevando o número total para 212. A quarta morte também foi relatada.
 Gibraltar confirmou seu primeiro caso, uma pessoa que havia retornado do norte da Itália pelo aeroporto de Málaga.
 O Irã confirmou que 23 deputados foram diagnosticados com o vírus. O país confirmou mais 835 casos, com mais 11 mortes, elevando o número total para 2.336 e 77, respectivamente.
 A Irlanda confirmou mais um caso, elevando o número total para 2.
 A Itália confirmou 466 novos casos e 28 mortes, elevando o número total para 2.502 e 80, respectivamente.
 O Liechtenstein confirmou o seu primeiro caso.
 A Malásia confirmou mais sete casos, elevando o número total para 36.
 Portugal confirmou mais dois casos, elevando o total para quatro no país. Trata-se de dois homens de 60 anos e 37 anos respectivamente.
 O Reino Unido confirmou 12 novos casos, elevando o número total para 51.
 São Marinho confirmou dois novos casos, elevando o número total para 10.
 Singapura confirmou mais dois casos, elevando o número total para 110.
 A Suécia confirmou mais 15 casos, elevando o número total para 30.
 A Ucrânia confirmou seu primeiro caso, uma pessoa que viajou da Itália via Romênia.

### 4 de março
A Alemanha confirmou mais 52 casos, elevando o número total para 240.
 O Brasil confirmou mais dois casos, elevando o número total para 4.
 O Canadá confirmou mais um caso na Colúmbia Britânica, elevando o número total para 34.
 A China confirmou 119 novos casos, elevando o número total para 80.270. 38 novas mortes também foram confirmadas, elevando o total para 2.981.
 A Coreia do Sul confirmou mais 516 casos, elevando o número total para 5.328. Outros 293 casos foram confirmados à tarde, elevando o número total para 5.621.
 A Eslovênia confirmou seu primeiro caso, uma pessoa que viajou pela Itália.
 Os Estados Unidos confirmaram 11 mortes no total, com a primeira morte fora do estado de Washington, na Califórnia. O total de infecções da Califórnia saltou para 51. O país confirmou 33 novos casos, elevando o número total para 159.
 A França confirmou mais 73 casos, elevando o número total para 285.
 Hong Kong confirmou um caso de transmissão humano-animal envolvendo um cão de estimação.
 A Hungria confirmou seus primeiros casos, dois estudantes iranianos que eram assintomáticos.
 As Ilhas Faroé confirmaram seu primeiro caso.
 A Índia confirmou mais 23 casos, incluindo 15 turistas italianos, elevando o número total para 29.
 O Iraque confirmou sua primeira morte pelo coronavírus.
 A Itália confirmou mais 28 mortes, elevando o total para 107. Esse foi o salto mais alto em um único dia. O país confirmou 587 novos casos, elevando o número total para 3.089.
 Os casos no Japão superaram a marca de 1.000 (incluindo 706 casos no navio de cruzeiro Diamond Princess, que a Organização Mundial de Saúde classifica como localizados "em transporte internacional" e não no Japão) com o primeiro caso confirmado na prefeitura de Yamaguchi.
 A Malásia confirmou 14 novos casos, elevando o total para 50.
 A Nova Zelândia confirmou seu segundo caso de coronavírus. A pessoa infectada havia retornado na semana anterior da Itália com sua família em um voo da Air New Zealand de Singapura para Auckland.
 A Polônia confirmou seu primeiro caso.
 O Reino Unido confirmou 34 novos casos, depois a Irlanda do Norte confirmou mais dois, elevando o número total para 87.
 San Marino confirmou 5 novos casos, elevando o total para 15.
 Singapura confirmou mais dois casos, elevando o número total para 112.
 A Suécia confirmou mais 22 casos, elevando o número total para 52.

### 5 de março
A África do Sul registra seu primeiro caso na província de KwaZulu-Natal.
 A Alemanha confirmou 87 novos casos, passando para um total de 349.
 A Arábia Saudita confirmou três casos adicionais, elevando o número total para 5.
 A Argélia confirmou nove casos adicionais, elevando o número total para 17.
 A Bélgica confirmou 27 novos casos, elevando o número total para 50.
 O Brasil confirmou três novos casos, elevando o total para 8.
 A Bósnia e Herzegovina confirmou os dois primeiros casos no país.
 O Canadá confirmou 11 novos casos em Ontário e o primeiro em Alberta, elevando o total para 45.
 A China confirmou 139 novos casos, elevando o número total para 80.409. Também foram confirmados 31 novos óbitos (todos em Hubei), elevando o total para 3.012.
 A Coreia do Sul confirmou mais 145 casos, elevando o número total para 5.766. O número de mortos chegou a 35. Outros 322 casos a mais e 6 mortes a mais são confirmados no final da tarde, elevando o total para 6.088 casos e 41 mortes, respectivamente.
 O Egito confirmou o primeiro caso em um cidadão egípcio, que havia recentemente viajado da Sérvia pela França.
 O Equador confirmou mais três casos, elevando o número total para 13.
 A Escócia confirmou mais três casos, elevando o total para 6.
 A Espanha confirmou que o número total de casos aumentou para 234.
 Os Estados Unidos registraram uma morte adicional no estado de Washington elevando o total para 12. Os Estados Unidos viram um aumento significativo nos casos, com 31 novos casos no estado de Washington. No estado de Nova York, os casos dobraram para 22. Os dois primeiros casos do Colorado foram confirmados.
 A França registrou 92 novos casos confirmados, elevando o número total de casos para 377. Também viu o número de mortes aumentar de 4 para 6. Esse número aumentou para 423 casos totais e 7 mortes. Jean-Luc Reitzer, foi o primeiro membro da Assembleia a ser diagnosticado com o vírus.
 A Geórgia confirmou cinco novos casos, todos recentemente retornados da Itália.
 A Grécia confirmou seu décimo caso. Posteriormente, ele confirmou mais 21 casos, chegando a um total de 31.
 A Índia confirmou mais um caso, elevando o número total para 30.
 O Irã teve seu maior aumento diário de casos, com 591 novos casos, levando a um total de 3.513 casos confirmados. Ele também viu 15 novas mortes, aumentando seu total para 107. Hossein Sheikholeslam, um diplomata e ex-membro do parlamento e ex-embaixador do Irã na Síria morreu do vírus.
 A Irlanda confirmou seis novos casos, elevando o número total para 13.
 Israel confirmou dois novos casos, elevando o total para 17. E destes era um motorista de ônibus de Jerusalém Oriental que dirigia um grupo de turistas gregos em Israel e na Cisjordânia, o outro havia retornado recentemente da Itália.
 A Itália notificou 769 novos casos e 41 novas mortes, elevando o número total para 3.850 e 148, respectivamente.
 A Malásia confirmou mais cinco casos, elevando o número total para 55.
 A Martinica confirmou seus dois primeiros casos.
 A Nova Zelândia confirmou seu terceiro caso, um homem de Auckland que contraiu o vírus depois que parentes voltaram de uma viagem ao Irã. Parentes do homem em duas escolas de Auckland, Auckland Grammar School e Ormiston Junior College, também foram colocados em isolamento.
 A Noruega confirmou seis novos casos, elevando o número total para 66.
 Os Países Baixos confirmaram 44 novos casos, elevando o número total para 82.
 O Paquistão confirmou um sexto caso, um homem de 69 anos em Carachi.
 A Palestina relatou seus primeiros casos na cidade de Belém, na Cisjordânia. Sete funcionários de um hotel foram infectados por turistas visitantes da Grécia. Esses turistas eram os mesmos de quem o motorista do ônibus israelense foi infectado.
 O Reino Unido aumentou chegou em 90 casos. O país também confirmou posteriormente que o número total de casos havia aumentado para 116, além de registrar a primeira morte no país, uma pessoa idosa com problemas de saúde subjacentes.
 A Rússia confirmou mais um caso, elevando o número total para 7.
 Singapura confirmou mais cinco casos, elevando o número total para 117.
 A Suécia confirmou mais 42 casos, elevando o número total para 94.
 A Suíça confirmou a primeira morte no país.

### 6 de março
A Alemanha confirmou 185 novos casos, totalizando 534. Mais 105 casos foram confirmados posteriormente, elevando o número total para 639.
 A Áustria confirmou 13 novos casos, elevando o número total para 55.
 A Bélgica confirmou mais 59 casos, elevando o total para 109.
 O Butão anunciou seu primeiro caso, um turista americano que recentemente havia viajado para a Índia depois de deixar os Estados Unidos em 18 de fevereiro.
 O Brasil confirmou 5 novos casos, elevando o número total para 13.
 O Camarões confirmou seu primeiro caso, um cidadão francês.
 O Canadá confirmou quatro novos casos em Ontário, elevando o total para 51, com 26 de Ontário. Marido e mulher voltaram do navio de cruzeiro Grand Princess, na Califórnia, e dois homens voltaram do Irã e Las Vegas.
 O Catar confirmou 3 novos casos, elevando o total para 11.
 A China confirmou 143 novos casos, elevando o número total para 80.552. Também foram confirmadas 30 novas mortes, elevando o total para 3.042. Hubei não teve casos como resultado. Além disso, o país detectou 4 novos casos em Pequim, todos visitando cidadãos italianos.
 A Colômbia confirmou seu primeiro caso, uma mulher que recentemente viajou da Itália.
 A Costa Rica confirmou seu primeiro caso envolvendo um americano de Nova York.
 O Egito confirmou 12 casos adicionais, elevando o número total para 15.
 A Eslováquia confirmou seu primeiro caso.
 A Espanha confirmou 104 casos adicionais, elevando o número total para 360.
 Nos Estados Unidos, os três primeiros casos foram confirmados no estado de Maryland. Duas mortes na Flórida foram confirmadas. Autoridades do estado do Havaí confirmaram seu primeiro caso, um ex-passageiro do navio de cruzeiro Grand Princess. No total, os EUA confirmaram mais 104 casos, elevando o número total para 332. Mais uma morte no estado de Washington e mais dois na Flórida elevaram o número total de mortes nos EUA para 17. A OMS tem dados diferentes: 19 novos casos, 148 no total. 1 nova morte, 10 no total.
 A França confirmou 190 novos casos e duas mortes adicionais, elevando o total para 613 casos e 9 mortes.
 A Grécia confirmou 14 casos adicionais.
 A Holanda registrou sua primeira morte e 44 novos casos, totalizando 128 casos.
 A Índia confirmou mais um caso, elevando o número total para 31.
 A Indonésia confirmou mais dois casos, elevando o número total para quatro.
 O Irã confirmou 1.234 novos casos e 16 novas mortes, totalizando 4.747 casos e 124 mortes. Eles também relataram que 913 pessoas haviam se recuperado.
 A Islândia confirmou seis casos adicionais, elevando o total para 43.
 A Itália anunciou 778 novos casos e 49 novas mortes.
 A Macedônia do Norte confirmou dois casos adicionais, totalizando 3.
 A Malásia confirmou 28 novos casos, o maior aumento diário no número de casos confirmados no país. Isso elevou o total do país para 83.
 A Nova Zelândia confirmou seu quarto caso: um homem que é parceiro do segundo caso, confirmado em 3 de março.
 O Peru confirmou seu primeiro caso.
 A Polônia confirmou quatro casos adicionais (duas pessoas que viajaram da Itália, uma pessoa que viajou do Reino Unido e uma pessoa que viajou da Alemanha com o primeiro caso confirmado no dia anterior), elevando o total para 5.
 Portugal confirmou quatro casos adicionais (três no Porto e um em Lisboa), elevando o total para 13. Todos os três casos no Porto têm conexão com a Itália.
 No Reino Unido, o número total de casos foi confirmado em 163, um aumento de 47 e o maior aumento registrado em um dia.
 A Rússia confirmou mais seis casos, elevando o número total para 13.
 A Sérvia confirmou seu primeiro caso.
 A Singapura confirmou 13 novos casos, elevando o número total para 130.
 A Suécia confirmou 43 casos adicionais, elevando o número total para 137.
 A Suíça anunciou 123 casos adicionais, elevando-o a um total de 210 casos e uma fatalidade.
 O Togo confirmou seu primeiro caso.
 No Reino Unido, o número total de casos foi confirmado em 163, um aumento de 47 e o maior aumento registrado em um dia.
 O Vaticano confirmou o seu primeiro caso.
 O Vietnã confirmou mais um caso, elevando o número total para 17. Foi o primeiro caso em três semanas.
O navio de cruzeiro Grand Princess anunciou que tinha 21 pessoas a bordo com testes positivos.

### 7 de março
O Afeganistão confirmou três casos adicionais, elevando o total para 4.
 A Alemanha confirmou 45 novos casos, totalizando 684. Outros 116 casos foram confirmados posteriormente, elevando o número total para 800.
 A Argentina confirmou sua primeira morte, também a primeira na América do Sul, um homem de 64 anos que viajou para Paris.
 O Barém confirmou 19 novos casos, elevando o número total para 79.
 A Bélgica confirmou 60 casos adicionais, elevando o número total para 169.
 O Brasil confirmou seis novos casos de COVID-19, elevando o número total para 19.
 O Canadá confirmou seis casos adicionais, elevando o total para 57.
 A Coreia do Sul confirmou 274 novos casos e 4 novas mortes, elevando o total de 7.041.
 O Egito confirmou 33 novos casos em um navio de cruzeiro do Nilo.
 Os Emirados Árabes Unidos confirmaram 15 casos adicionais, totalizando 45.
 A Espanha confirmou 70 novos casos e 2 mortes. O número total de casos agora era de 516 casos.
 Nos Estados Unidos, o número de mortes subiu para 19, com 16 em Washington, 1 na Califórnia e 2 na Flórida. O total para o país aumentou para 444 casos confirmados. A OMS tem dados diferentes: 65 novos casos confirmados, totalizando 213. E 1 nova morte, 11 no total.
 O total da França subiu para 949 casos e 16 mortes.
 O Irã confirmou 1.076 novos casos e 21 mortes adicionais, totalizando 5.823 infectados e 145 mortos. Eles também confirmaram que 16.000 casos foram hospitalizados como suspeitos e 1.669 casos haviam se recuperado. Outro deputado, Fatemeh Rahbar, morreu. Ela foi recentemente eleita para o parlamento.
O Iraque confirmou oito novos casos, elevando o total para 46.
 A Itália confirmou 1.247 novos casos e 36 novas mortes.
 As Maldivas confirmaram seus primeiros casos, dois funcionários de hotéis no exterior.
 A Malásia confirmou mais 10 novos casos, elevando o número total para 93.
 A Malta relatou seus três primeiros casos, uma família italiana que reside em Malta. Eles haviam passado férias no norte da Itália e estavam em quarentena antes de serem testados para o coronavírus. Eles agora estão isolados no Hospital Mater Dei.
 A Moldávia confirmou seu primeiro caso, uma pessoa levada ao hospital depois de chegar de um voo da Itália.
 A Nova Zelândia confirmou seu quinto caso de coronavírus: uma mulher que era parceira do terceiro caso COVID-19 confirmada na Nova Zelândia.
 O Paraguai confirmou seu primeiro caso.
 O Peru confirmou mais cinco casos, elevando o total para seis.
 A Polônia confirmou um caso adicional, elevando o total para 6.
 No Reino Unido, 42 casos adicionais e uma morte adicional foram confirmados, totalizando 206 casos e 2 mortes. Mais três casos foram confirmados na Irlanda do Norte no final do dia, totalizando 209 casos.
 A Singapura confirmou mais oito casos, elevando o número total para 138.
 O Vietnã confirmou três novos casos, elevando o número total para 20.

### 8 de março
A África do Sul confirmou seu terceiro caso, a esposa do primeiro caso diagnosticado.
 A Albânia confirmou os dois primeiros casos no país.
 Os casos da Alemanha subiram para mais de 1.000, com 1.018 casos confirmados.
 A Arábia Saudita confirmou quatro casos adicionais, elevando o número total para 11.
 A Áustria confirmou 25 casos adicionais, totalizando 104.
 O Bangladexe confirmou seus três primeiros casos, duas pessoas que vieram da Itália separadamente e o contato de um dos casos.
 O Barém confirmou 17 novos casos, elevando o total para 94.
 A Bélgica confirmou 31 casos adicionais, elevando o número total para 200.
 O Brasil confirmou seis novos casos de COVID-19, elevando o número total no país para 25.
 A Bulgária confirmou seus quatro primeiros casos.
 O Canadá confirmou 12 novos casos, elevando o número total para 69.
 O Catar confirmou três casos adicionais, totalizando 15.
 A Coreia do Sul confirmou mais 93 casos novos, totalizando 7.134 e mais duas mortes.
 A Espanha anunciou que o novo total foi de 616 casos, além de 17 mortes, um aumento de sete.
 O Egito confirmou sua primeira morte (e a primeira morte na África) - um cidadão alemão hospitalizado em 1º de março e depois sofreu insuficiência respiratória causada por pneumonia aguda em 7 de março.
 Os Estados Unidos confirmaram mais 120 casos, elevando o número total para 564. Mais duas mortes foram confirmadas, elevando o número total para 21. Segundo a OMS, o número de casos confirmados foi 213, total de mortes 11. Nenhum novo caso, nenhum novo mortes foram registradas.
 A França confirmou que o número de casos havia aumentado para 1.126 e 19 mortes. Elisabeth Toutut-Picard tornou-se o segundo membro da Assembléia a ser diagnosticado com o vírus.
 Hong Kong confirmou quatro novos casos, totalizando 114, e uma terceira morte.
 A Índia confirmou cinco casos adicionais, todos em Kerala. Isso levou o total do país a 39.
 A Indonésia confirmou dois casos adicionais, levando-os a 6 casos. Um dos novos casos é um membro da tripulação masculino da Diamond Princess.
 O Irã confirmou 49 mortes adicionais, o maior número diário de vítimas no país, totalizando 194 mortes. O total de casos aumentou para 6.566, um aumento de 743.
 O Israel confirmou 11 casos adicionais, totalizando 29.
 A Itália confirmou 1.492 casos adicionais e 133 mortes, totalizando 7.375 casos e 366 mortes.
 O Kuwait confirmou um caso adicional, elevando seu total para 62.
 A Letônia confirmou um caso adicional.
 O Líbano confirmou mais quatro casos, elevando o número total para 32.
 A Malásia confirmou seis casos adicionais, elevando o total para 99.
 A Polônia confirmou dois casos adicionais, elevando o total para 8. À noite, mais três casos foram confirmados, elevando o número total para 11.
 Portugal confirmou quatro casos adicionais.
 O Reino Unido anunciou um aumento de 64 novos casos, totalizando 273 casos. O Reino Unido também confirmou a terceira morte no país. Além disso, cinco novos casos foram confirmados na Irlanda do Norte.
 A Singapura confirmou 12 novos casos, elevando o número total para 150.
 A Suíça confirmou que agora existem 332 casos confirmados, com todas essas pessoas isoladas. Houve duas mortes.
 O Vietnã confirmou mais dez casos, elevando o número total para 30.

### 9 de março
A África do Sul confirmou mais quatro casos, elevando o número total para 7
 A Alemanha registrou suas primeiras mortes com duas fatalidades. Os casos aumentaram para 1.176.
 A Arábia Saudita confirmou quatro casos adicionais, aumentando o total para 15.
 O número de casos confirmados da Austrália aumentou para 80, com seis casos adicionais.
 O Barém confirmou mais 24 casos, totalizando 118.
 A Bélgica confirmou 39 casos adicionais, elevando o número total para 239.
 O Brasil confirmou cinco novos casos no estado do Rio de Janeiro, elevando o número total para 30.
 O ministério da saúde de Brunei confirmou o primeiro caso de um homem local que voltou de Kuala Lumpur em 3 de março. Os sintomas começaram em 7 de março e testes preliminares indicam que a pessoa é positiva.
 O Canadá registrou sua primeira morte relacionada ao COVID-19. O país também confirmou mais dez casos, elevando o número total para 79.
 O Chipre confirmou seus dois primeiros casos.
 A Colômbia confirmou dois casos adicionais.
 A Coreia do Sul confirmou mais 96 casos, totalizando 7.478.
 Os Emirados Árabes Unidos registraram 14 casos adicionais, totalizando 59. Quatro eram Emirados e o restante de várias outras nacionalidades.
 A Escócia confirmou cinco casos adicionais, elevando o total para 11.
 Os números da Espanha aumentaram para 1.231 casos, com 30 mortes, com 32 pessoas se recuperando.
 Os Estados Unidos confirmaram 153 casos adicionais, elevando o número total para 717. Foram relatadas mais cinco mortes, elevando o número total para 26. Segundo a OMS, o número de casos confirmados é 213, total de mortes 11. Nenhum novo caso, nenhum novo mortes foram registradas.
 As Filipinas confirmaram 10 casos adicionais, dobrando a contagem atual de países para 20. Outros quatro casos foram confirmados posteriormente, elevando o número total para 24.
 A Finlândia confirmou sete novos casos, elevando o número total para 30.
 A França viu Guillaume Vuilletet e Sylvie Tolmont confirmados como deputados infectados, antes de Michèle Victory se tornar o quinto deputado da Assembléia a ser diagnosticado com o vírus. O número de casos aumentou para 1.412. Também foi confirmado que o ministro da cultura, Franck Riester, havia testado positivo.
 Guernsey confirmou seu primeiro caso.
 A Hungria confirmou dois novos casos.
 A Índia confirmou cinco casos adicionais, elevando o total para 44.
 A Indonésia confirmou 13 casos adicionais, elevando o número total para 19.
 O Irã anunciou uma atualização do total de casos para 7.161, com um número revisado de mortes para 237. Novas infecções são 595 novos casos e 43 mortes adicionais. Os recuperados atingiram 2.394.
 A Irlanda confirmou três casos adicionais, elevando o total do país para 24.
 A Itália viu casos confirmados subirem para 9.172 e mortes para 463.
 O Kuwait anunciou três casos adicionais, totalizando 65.
 O Líbano registrou nove novos casos, elevando o total para 41.
 A Malásia confirmou 18 novos casos, elevando-o para 117.
 A Nigéria confirmou seu segundo caso, um nigeriano que teve contato com o primeiro caso italiano.
 A Noruega declarou 11 casos adicionais. Até o final do dia, 227 casos foram confirmados.
 Omã relatou dois casos adicionais, ambos viajando para o Irã. Isso elevou o total do país para 18, 17 dos quais viajaram para o Irã e um para a Itália.
 Os Países Baixos anunciaram 56 casos adicionais.
 O Panamá anunciou seu primeiro caso COVID-19, uma panamenha de 40 anos da Espanha.
 O Paquistão viu nove novos casos, elevando o número total para 16.
 A Polônia confirmou mais cinco casos, elevando o número total para 16.
 Os casos confirmados do Reino Unido aumentaram em dois, com a confirmação de casos no País de Gales. Os números divulgados à tarde mostraram que o Reino Unido subiu para 317 casos. Uma quarta morte foi relatada e depois uma quinta.
 Singapura confirmou mais 10 casos, elevando o número total para 160.
 A Suécia confirmou 45 casos adicionais, elevando o total para 203. Posteriormente, esse número aumentou para 252 casos, incluindo o primeiro caso de transmissão local confirmado.
 A Suíça confirmou 42 novos casos, totalizando 374.
 O Vietnã confirmou um caso adicional, elevando o total para 31.

### 10 de março
A Austrália registrou 14 novos casos, elevando o país a um total de 107.
 A Áustria confirmou 25 casos adicionais, elevando o total para 182.
 O Barém confirmou um caso adicional, elevando o total para 119.
 A Bélgica confirmou 28 novos casos, elevando o número total para 267.
 A Bolívia confirmou seus primeiros casos, duas mulheres que estiveram na Itália, chegando ao país sem apresentar nenhum sintoma.
 O Brasil confirmou quatro novos casos, incluindo o primeiro no Rio Grande do Sul, elevando o número total para 34.
 O Brunei confirmou seis casos.
 A Bulgária confirmou dois casos adicionais, elevando o total para 6.
 A Burquina Fasso confirmou seus primeiros casos com duas infecções, um casal que voltou da França em fevereiro.
 A China viu apenas 19 novas infecções, 17 em Wuhan e 2 importadas do exterior. 17 mortes foram relatadas em Hubei.
 A República Democrática do Congo relatou seu primeiro caso, um estrangeiro que voou para Kinshasa da Bélgica, que deu positivo na chegada e foi isolado. Mais tarde, foi confirmado pelo Ministério da Saúde que as informações que haviam divulgado originalmente estavam incorretas e que o primeiro caso era um cidadão congolês que retornava da França, que entrou em contato com os Serviços de Saúde dois dias após sua chegada ao Congo e ficou em quarentena em um bairro local.
 A Dinamarca confirmou 174 casos adicionais, elevando-o para 264 casos (incluindo dois nas Ilhas Faroé).
 Na França, os casos aumentaram para 1.784 pessoas e 33 pessoas mortas, com 86 pessoas em estado grave.
 A Geórgia confirmou oito casos adicionais, elevando o total para 23.
 O número de casos na Alemanha aumentou para 1.565, com o rol de mortes permanecendo em 2.341 novos casos foram registrados nas 24 horas anteriores.
 A Grécia confirmou cinco novos casos, elevando o número total para 89.
 Hong Kong confirmou mais cinco casos, totalizando 120 casos confirmados e 1 caso presumido.
 A Índia viu 18 casos adicionais, muitos em Kerala, elevando o total para 62.
 A Indonésia confirmou mais oito casos, elevando o número total para 27.
 Os casos confirmados do Irã subiram para 8.042 e as mortes subiram para 291.
 A Irlanda relatou 10 casos adicionais, elevando o número total para 34.
 O Israel confirmou mais sete casos, elevando o total para 58.
 A Itália viu um aumento de casos para 10.149, com as mortes subindo para 631.
 A Jamaica confirmou seu primeiro caso, um cidadão jamaicano que viajou para o país a partir do Reino Unido.
 O Japão confirmou 59 novos casos e três novas mortes.
 Jersey confirmou seu primeiro caso, uma pessoa que retornou da Itália.
 O Kuwait anunciou quatro casos adicionais, aumentando o número total para 69.
 O Líbano confirmou sua primeira morte pelo vírus.
 A Malásia confirmou 12 casos adicionais, elevando o total para 129.
 A Moldávia confirmou dois casos adicionais, elevando o total para 3. O homem e a mulher visitaram a Itália no final de fevereiro.
 A Mongólia anunciou seu primeiro caso COVID-19.
 O Marrocos confirmou sua primeira morte e mais dois casos.
 A Holanda confirmou 61 casos adicionais e uma quarta morte.
 O Chipre do Norte relatou seu primeiro caso, uma alemã de 65 anos que estava visitando como turista.
 A Noruega confirmou 147 novos casos, totalizando 374 casos.
 O Panamá anunciou sua primeira morte e sete novos casos, elevando o número total para 8.
 O Paquistão confirmou um caso adicional, elevando o total para 20.
 A Palestina registrou um caso adicional, elevando o total para 26.
 As Filipinas confirmaram mais nove casos, elevando o número total para 33. Isso ocorre depois que a contagem foi erroneamente relatada como 35.
 A Polônia confirmou oito casos adicionais, elevando o total para 22.
 O Catar confirmou seis casos adicionais, elevando-o para 24 casos confirmados.
 A Romênia confirmou oito casos adicionais, elevando o número total para 25.
 A Rússia confirmou quatro casos adicionais, elevando o total para 17.
 O San Marino confirmou 11 novos casos, totalizando 62 casos e duas mortes.
 A Arábia Saudita confirmou dez casos adicionais, elevando o total para 20.
 A Escócia confirmou 7 novos casos, elevando o total para 18.
 A Sérvia confirmou três casos adicionais, elevando o total para 5.
 A Singapura confirmou mais seis casos, elevando o número total para 166.
 A Eslovênia confirmou 15 casos adicionais.
 A Espanha confirmou 415 novos casos e cinco novas mortes. O número total de casos aumentou para 1.674.
 A Suécia registrou 78 novos casos, elevando o total do país para 326.
 A Tunísia anunciou mais três casos, elevando o total para 5.
 A Turquia confirmou seu primeiro caso.
 Os Emirados Árabes Unidos confirmaram 15 casos adicionais, elevando o total para 74.
 O Reino Unido confirmou 54 casos adicionais, elevando-o para 373 casos com a sexta morte confirmada. Mais tarde, isso aumentou para 382 casos, com os nove casos adicionais no País de Gales. Nadine Dorries, Ministra da Saúde, foi diagnosticada com o vírus.
 Os Estados Unidos confirmaram 283 casos adicionais, elevando o número total para 1.000. Mais cinco mortes foram registradas, elevando o número total para 31.
 O Vietnã confirmou três novos casos, elevando o número total para 34.

### 11 de março
A Albânia registrou três novos casos, elevando o total do país para 15. A primeira morte no país também foi relatada.
 A Armênia confirmou três novos casos, elevando o número total para 4.
 A Austrália registrou 19 novos casos, levando o país a um total de 126. O ator americano Tom Hanks e sua esposa Rita Wilson foram diagnosticados com a doença durante as filmagens do próximo filme biográfico de Baz Luhrmann, Elvis, na Austrália.
 A Áustria confirmou 24 casos adicionais, elevando o total para 206.
 O Barém confirmou 77 casos adicionais, cidadãos evacuados do Irã em um voo. Isso elevou o total do país para 189.
 A Bélgica relatou sua primeira morte.
 A Bósnia e Herzegovina confirmou sete casos adicionais.
 O Brasil confirmou 34 casos adicionais, elevando o número total para 69.
 A Bulgária relatou sua primeira morte. Também confirmou um caso adicional, elevando o total para 7.
 A China confirmou 11 novos casos em todo o continente, além de 13 novos casos e 22 novas mortes na província de Hubei.
 A Colômbia confirmou três casos adicionais, elevando o total para 6. Mais tarde, no mesmo dia, mais três casos foram confirmados, elevando o total para 9.
 A Cuba confirmou seus três primeiros casos.
 A Dinamarca confirmou 180 casos adicionais, elevando o total para 442.
 O Egito confirmou sete casos adicionais, seis dos quais egípcios. O país agora tem 67 casos, dos quais oito se recuperaram.
 A França registrou 487 novos casos e 15 fatalidades, totalizando 2.281 casos e 48 mortes.
 A Polinésia Francesa relatou seu primeiro caso. A pessoa é Maina Sage, membro da Assembléia Nacional Francesa.
 A Geórgia relatou cinco casos adicionais, aumentando o total para 23.
 A Alemanha viu seus casos subirem para 1.908.
 A Grécia confirmou 10 casos adicionais, elevando o total do país para 99, 95 dos quais são gregos e 4 são estrangeiros.
 A Honduras confirmou seus dois primeiros casos, um da Espanha e outro da Suíça.
 A Indonésia confirmou mais sete casos, elevando o número total para 34. Sua primeira morte também foi relatada, confirmada pelo Ministério do Exterior e da Commonwealth do Reino Unido como uma britânica de 53 anos de idade.
 O Irã anunciou que agora existem 9.000 infectados, com 354 mortes. Novas infecções foram 958 com 63 mortes adicionais. Os recuperados totalizam 2.959. O primeiro vice-presidente do Irã, Eshaq Jahangiri, foi infectado.
 A Irlanda confirmou nove casos adicionais, elevando o número total para 43. A primeira morte também foi confirmada.
 O Israel confirmou 97 casos.
 A Itália anunciou 2.313 novos casos e 196 novas mortes. O total de casos foi de 12.462, com mortes de 827. Também foi confirmado que a Juventus e o jogador de futebol italiano Daniele Rugani haviam testado positivo para coronavírus.
 A Costa do Marfim declarou seu primeiro caso, um cidadão local que esteve recentemente na Itália.
 O Kuwait registrou três casos adicionais, elevando o total para 72.
 O Líbano registrou oito novos casos, totalizando 59, e uma segunda morte.
 A Lituânia confirmou dois casos adicionais, um casal que voltou da Itália, elevando o total para três casos.
 A Malásia confirmou 20 casos adicionais, totalizando 149.
 A Maldivas confirmaram dois casos adicionais.
 O Marrocos confirmou dois casos adicionais, elevando o total para 5.
 O total da Holanda aumentou para 503 casos, e uma nova morte foi relatada.
 A Noruega confirmou 200 casos adicionais, elevando o número total para 602.
 O Paraguai confirmou três novos casos.
 O Panamá confirmou vários novos casos, elevando o total para 14.
 As Filipinas confirmaram 16 casos adicionais, elevando o total do país para 49. A segunda morte também foi confirmada.
 Portugal anunciou 18 novos casos.
 O Catar registrou seis novos casos, aumentando o total do país para 24. Mais tarde, anunciou 238 novos casos em expatriados que entraram em contato com três pessoas infectadas e foram colocados em quarentena. O número revisado de casos agora é 262.
 A Reunião confirmou seu primeiro caso.
 A Romênia confirmou 18 novos casos, elevando o total para 47.
 A Arábia Saudita relatou um caso adicional, um egípcio, elevando o total do país para 21.
 A Escócia confirmou 18 novos casos, elevando o número total para 36.
 A Singapura confirmou 12 novos casos, elevando o número total para 178.
 A África do Sul confirmou mais seis casos, totalizando 13.
 A Coreia do Sul anunciou 242 novos casos e 6 novas mortes.
 Os casos da Espanha subiram para 2.231, com 54 mortes confirmadas.
 O Seri Lanca anunciou um caso adicional, elevando o número total para 2.
 A Suécia relatou 98 casos adicionais, elevando o total para 500, e anunciou a primeira morte no país.
 O Taiwan confirmou um caso adicional, elevando o total do país para 48.
 A Tailândia confirmou seis casos adicionais, elevando os casos do país para 59.
 O Reino Unido confirmou 86 casos adicionais, com seu total total agora em 456. Mais duas mortes foram confirmadas, elevando o total para 8. O número posteriormente aumentou para 460, com quatro casos declarados no país de Gales, incluindo a primeira instância de transmissão comunitária no país de Gales.
 Os Estados Unidos confirmaram 272 casos adicionais, elevando o número total para 1.272. Mais sete mortes foram registradas, elevando o número total para 38. Rudy Gobert e Donovan Mitchell, do Utah Jazz, foram diagnosticados com a doença. Como resultado, a NBA suspendeu a temporada inteira após os jogos da noite. O jogo Utah Jazz vs Oklahoma City Thunder foi adiado depois que os médicos relataram que Gobert estava com a doença.
 O Vietnã confirmou três casos adicionais, elevando o total do país para 38.
A Organização Mundial da Saúde declarou COVID-19 uma pandemia. A declaração seguiu extensas críticas de que a resposta da OMS havia sido fraca e inapropriadamente favorável ao governo da China.

### 12 de março
A Argélia confirmou cinco casos adicionais e a primeira morte.
 O Brasil confirmou 82 novos casos, elevando o número total para 149.
 O Brunei registrou cinco novos casos, elevando o número total para 11.
 A Bulgária relatou nove novos casos da capital, elevando o número total para 16. Eles relataram mais sete casos, elevando o número total para 23.
 A Colômbia confirmou mais quatro casos, elevando o total para 13.
 O Egito confirmou 13 novos casos e uma nova morte.
 O total da França aumentou para 2.876 e 61 mortes.
 A Alemanha anunciou 546 novos casos e duas mortes adicionais, elevando o total para 2.745 casos e 6 mortes.
 A Índia confirmou sua primeira morte, um cidadão indiano de 76 anos com condições de saúde existentes, que havia retornado recentemente da Arábia Saudita.
 A Itália confirmou mais 189 mortes, elevando o número total para 1.016, e 2.651 novos casos também foram confirmados, elevando o número total para 15.113.
 A Irlanda confirmou 27 novos casos, elevando o total para 70. 22 dos novos casos foram por transmissão local.
 O Kuwait confirmou mais oito casos, elevando o número total para 80.
 A Malásia confirmou seu primeiro caso esporádico após 600 testes. Mais tarde, nove novos casos foram confirmados, elevando o número total para 158.
 A Noruega relatou sua primeira morte.
 As Filipinas confirmaram mais três casos, elevando o total de casos para 52.
 A Romênia confirmou um novo caso, elevando para 48 o número total.
 São Marino registrou 15 novos casos e três mortes adicionais.
 A Singapura confirmou mais nove casos, elevando o número total para 187.
 São Vicente e Granadinas confirmou seu primeiro caso.
 A Espanha confirmou 782 novos casos e 31 novas mortes, elevando o total do país para 3.059 casos e 86 mortos.
 O Seri Lanca confirmou um caso adicional, elevando o número total para 3.
 A Suíça confirmou 212 novos casos e 2 mortes adicionais.
 O Trindade e Tobago confirmou seu primeiro caso, um cidadão suíço.
 A Ucrânia relatou dois novos casos, elevando o número total para 3.
 O Reino Unido confirmou 136 novos casos, elevando o número total para 596. Mais duas mortes também foram confirmadas, elevando o total para 10. Foi confirmado que o técnico do Arsenal, Mikel Arteta, havia testado positivo para o COVID-19.
 Os Estados Unidos confirmaram 373 casos adicionais, elevando o número total para 1.645. Mais três mortes foram registradas, elevando o número total para 41. Donovan Mitchell, do Utah Jazz, apresentou resultado positivo para o vírus.
 O Vietnã confirmou seis novos casos, elevando o número total para 44.
Um membro da equipe da McLaren testou positivo para o coronavírus, cancelando assim o Grande Prêmio da Austrália de 2020.

### 13 de março
O Antígua e Barbuda confirmaram seu primeiro caso.
 A Aruba confirmou seus dois primeiros casos, pessoas que viajaram de Nova York.
 A Bulgária confirmou três novos casos, elevando o número total para 26. Mais tarde, a Bulgária confirmou cinco casos adicionais, elevando o total para 31.
 O Brasil confirmou 22 novos casos, elevando o número total para 171. O presidente Jair Bolsonaro deu negativo para o COVID-19.
 O Brunei confirmou 14 novos casos, elevando o número total para 25.
 As Ilhas Cayman confirmaram seu primeiro caso.
 A Colômbia registrou mais três casos, elevando o total para 16.
 A Costa Rica registrou três novos casos desde 12 de março, elevando o número total de casos para 26.
 O Curaçao relatou seu primeiro caso, um turista holandês.
 A Etiópia confirmou seu primeiro caso.
 Os números da França aumentaram para 2.876 casos e 81 mortes.
 O Gabão confirmou seu primeiro caso.
 O total de casos da Alemanha subiu para 3.675.
 O Gana confirmou seus dois primeiros casos, um funcionário da Embaixada da Noruega e um cidadão turco.
 Guadalupe confirmou seu primeiro caso, um cidadão que retornou recentemente da França.
 A Guatemala confirmou seu primeiro caso, um viajante da Itália.
 A Guiné relatou seu primeiro caso, um funcionário da delegação da UE.
 Os casos da Itália subiram para 17.660 e as mortes subiram para 1.266, um aumento de 250 mortes em 24 horas.
 O Cazaquistão confirmou seus dois primeiros casos, que também foram os primeiros na Ásia Central.
 O Quênia confirmou seu primeiro caso, um cidadão queniano que havia retornado dos Estados Unidos via Londres.
 O Kosovo confirmou seus dois primeiros casos.
 Lituânia confirmou três novos casos, elevando o número total para 6. Um cidadão espanhol de Madri é confirmado em Vilnius, juntamente com uma mulher em Klaipėda que chegou de Tenerife e um homem em Kaunas que chegou da Itália em 29 de fevereiro.
 A Malásia confirmou 39 novos casos, elevando o número total para 197.
 As Filipinas confirmaram mais 12 casos, elevando o número total para 64.
 O Panamá confirmou vários novos casos, elevando o total para 27.
 O Porto Rico confirmou seus três primeiros casos, um homem de 71 anos e um casal italiano, de 68 e 70 anos.
 A Santa Lúcia confirmou seu primeiro caso, uma mulher de 63 anos que viajou para o Reino Unido.
 A Singapura confirmou mais 13 casos, elevando o número total para 200. O número de casos importados superou o número de casos locais.
 A Eslováquia confirmou 11 novos casos, elevando o número total para 32.
 Os casos da Espanha subiram para 4.231. Mais 35 mortes também foram confirmadas, elevando o total para 121.
 O Seri Lanca confirmou três novos casos, elevando o número total para 6.
O Sudão confirmou seu primeiro caso e sua primeira morte, um homem de 50 anos que viajou para os Emirados Árabes Unidos.
 O Suriname confirmou seu primeiro caso.
 A Suíça registrou 1.125 casos (dos quais 116 estão em análise final), um aumento de 31% no dia a dia.
 O Panamá confirmou vários novos casos, elevando o número total para 36.
 A Turquia confirmou seu segundo caso. Mais tarde, a contagem de casos aumentou para 5. Todos os casos estão relacionados ao primeiro caso, que contraiu o vírus da Europa.
 A Ucrânia registrou sua primeira morte, uma mulher de 71 anos de Radomyshl, Zhytomyr Oblast, que viajou recentemente para a Polônia.
 O Reino Unido confirmou 202 novos casos, elevando o número total para 798. A primeira morte foi confirmada na Escócia, elevando o total de mortes em todo o Reino Unido para 11.
 Os Estados Unidos confirmaram 559 casos adicionais, elevando o número total para 2.204. Mais oito mortes foram registradas, elevando o número total para 49.
 As Ilhas Virgens Americanas confirmaram o primeiro caso no território.
 O Uruguai confirmou seus quatro primeiros casos, todos viajando de Milão, Itália.
 A Venezuela confirmou seus dois primeiros casos, um viajante dos Estados Unidos e o segundo que havia viajado da Espanha.
 O Vietnã confirmou três casos adicionais, elevando o número total para 47.

### 14 de março
O Brasil confirmou mais sete casos, elevando o número total para 178.
 O Brunei registrou três novos casos, elevando o total para 40.
 A Bulgária confirmou seis novos casos, elevando o número total para 37. Mais uma morte também foi confirmada, elevando o número total para 2.
 A República Centro-Africana confirmou seu primeiro caso.
 A Colômbia registrou mais oito casos, totalizando 24.
 A República do Congo confirmou seu primeiro caso, uma pessoa que havia viajado da França.
 A Dinamarca confirmou a primeira morte no país, um homem de 81 anos.
 A Guiné Equatorial confirmou seu primeiro caso, uma mulher de 42 anos que voltou de Madri.
 Essuatíni confirmou seu primeiro caso, uma mulher de 33 anos, que viajou para os Estados Unidos e depois para o Lesoto antes de voltar para casa em Essuatíni.
 A França confirmou 838 novos casos, elevando o número total para 4.499. Mais 12 mortes foram confirmadas, elevando o total para 91.
 O Irã confirmou 1.365 casos novos, elevando o número total para 12.729. Mais 97 mortes foram confirmadas, elevando o total para 611.
 A Irlanda confirmou 39 novos casos, o maior até o momento, e mais uma morte confirmada. 129 total de casos confirmados e 2 óbitos.
 A Itália confirmou 3.497 novos casos, elevando o número total para 21.157. Mais 175 mortes também foram confirmadas, elevando o total para 1.441.
 A Malásia confirmou 41 novos casos, elevando o número total para 238.
 A Mauritânia confirmou seu primeiro caso.
```
Maiote confirmou seu primeiro caso.
```

 A Moldávia confirmou 4 novos casos.
 A Namíbia confirmou seus primeiros casos, dois turistas visitando o país.
 A Nova Zelândia confirmou seu sexto caso, um homem que retornara dos Estados Unidos em 6 de março.
 As Filipinas confirmaram mais 47 casos, elevando o número total para 111.
 O Ruanda confirmou seu primeiro caso.
 A Arábia Saudita confirmou 17 casos adicionais, totalizando 103.
 A Singapura confirmou mais 12 casos, elevando o número total para 212.
 Seecheles relatou seus dois primeiros casos.
 A Espanha confirmou 1.522 novos casos, elevando seu total para 5.753 casos. Mais 62 mortes foram confirmadas, elevando o total para 183.
 O Seri Lanca confirmou dois novos casos, elevando o número total para 8. Outros três casos foram confirmados posteriormente, elevando o número total para 11.
 O Panamá confirmou vários novos casos, elevando o número total para 43.
 A Tailândia confirmou mais sete casos, elevando o número total para 82.
 O Reino Unido confirmou 342 novos casos, elevando o número total para 1.140. Foram relatadas mais 10 mortes, elevando o total para 21.
 Os Estados Unidos confirmaram 612 novos casos, elevando o número total para 2.816. Um dos casos foi Christian Wood, de 24 anos, do Detroit Pistons. Foram relatadas mais onze mortes, elevando o número total para 60.
 O Vietnã confirmou seis casos adicionais, elevando o número total para 53.

### 15 de março
As Bahamas confirmaram seu primeiro caso, um paciente sem histórico de viagens recente.
 O Brunei confirmou dez novos casos, elevando o número total para 50.
 A Bulgária confirmou oito novos casos, elevando o número total para 51.
 A Finlândia interrompeu os testes para pessoas que retornam de viagens ao exterior e todas as pessoas que sofrem de sintomas de gripe no país. Os testes são reservados apenas para profissionais de saúde.
 O Guam confirmou seus três primeiros casos, duas pessoas que chegaram de Manila e uma outra pessoa sem histórico de viagens recente.
 A Indonésia confirmou mais 21 casos, elevando o número total para 117. Entre os novos diagnósticos estão os primeiros casos de North Sulawesi e Yogyakarta.
 A Irlanda confirmou 40 novos casos, os maiores até o momento. Total de 169 casos confirmados e 2 óbitos.
 A Itália confirmou mais 3.590 casos, elevando o número total para 24.747. O país também registrou 368 novas mortes, elevando o número total para 1.809. Essa foi a maior taxa de mortalidade em um dia em um país desde o início da pandemia.
 A Malásia confirmou 190 novos casos, elevando o número total para 428. A maioria desses casos está ligada a uma reunião em Kuala Lumpur.
 A Moldávia confirmou 11 novos casos, elevando o número total para 23.
 A Nova Zelândia confirmou dois novos casos, um homem de Wellington e uma mulher dinamarquesa, elevando o total para 8.
 A Arábia Saudita confirmou 15 novos casos, elevando o número total para 118
 O Seri Lanca confirmou mais oito casos, elevando o total para 19. Existem 18 casos ativos com um caso recuperado.
 A Singapura confirmou 14 novos casos, elevando o número total para 226. Esse é o maior número de novos casos no país em um único dia.
 O Panamá confirmou vários novos casos, elevando o número total para 55.
 A Tailândia confirmou mais 32 casos, elevando o número total para 114.
 A Turquia confirmou mais 12 casos, elevando o número total para 18.
 O Reino Unido confirmou 232 novos casos, elevando o número total para 1.372. Foram relatadas mais 14 mortes, elevando o total para 35.
 Os Estados Unidos confirmaram 669 novos casos, elevando o número total para 3.485. Mais cinco mortes foram registradas, elevando o número total para 65.
 O Uzbequistão confirmou seu primeiro caso, um cidadão que havia retornado da França.
 O Vietnã confirmou quatro casos adicionais, elevando o número total para 57.
As bases de Akrotiri e Dhekelia em Chipre anunciaram os dois primeiros casos entre militares britânicos.

### 16 de março
O Benim confirmou seu primeiro caso, um homem de 49 anos que viajou para a Bélgica e Burquina Fasso.
 A Bulgária confirmou dois novos casos, elevando o número total para 53. Mais tarde, a Bulgária confirmou mais nove casos, elevando o total final para 62.
 A Costa Rica confirmou 40 casos.
 O Chipre confirmou 13 novos casos, totalizando 46.
 O Egito confirmou 40 novos casos, elevando o total para 166. Também confirmou duas mortes adicionais.
 A França confirmou que os casos haviam aumentado para 6.633, com 148 mortes.
 Os casos da Alemanha aumentaram para 7.272, com 17 mortes.
 A Grécia confirmou 21 novos casos, num total de 352.
 A Groenlândia confirmou seu primeiro caso.
 A Guatemala confirmou mais cinco casos, elevando o total para 6 e a primeira morte no país pelo vírus.
 A Indonésia confirmou mais 17 casos, 134 no total.
 Os casos do Irã subiram para 13.938, com um número de mortos em 129 a 853. As mortes incluíram Hashem Bathaie Golpayenagi, Grande Aiatolá e um representante da Província de Teerã na Assembleia de Peritos do Irã.
 A Irlanda confirmou 54 novos casos, os maiores até o momento. 223 total de casos confirmados e 2 óbitos.
 Os casos confirmados da Itália aumentaram para 27.980 e as mortes para 2.158. Esse total incluiu 3.233 novos casos e 349 novas mortes.
 A Jordânia confirmou quatro novos casos, totalizando 15.
 O Kuwait confirmou 11 novos casos, elevando o total para 123.
 A Libéria confirmou seu primeiro caso.
 A Malásia anunciou outros 125 casos, totalizando 553, com muitos dos novos casos relacionados a um recente festival religioso no país.
 A Moldávia anunciou outros seis casos, totalizando 29.
 Omã confirmou dois casos adicionais, elevando o total para 24.
 O Catar relatou 64 novos casos, levando-o para 401.
 O Seri Lanca confirmou mais onze casos, elevando o total para 29.
 A Singapura confirmou mais 17 casos, elevando o número total para 243. Esse é o maior pico de novos casos em um único dia.
 A Somália confirmou seu primeiro caso.
 A Espanha registrou 9.942 casos e 342 mortes.
 A Tanzânia confirmou seu primeiro caso.
 A Turquia anunciou que o número de casos havia subido para 47, com 29 novos casos confirmados.
 O Reino Unido confirmou um total de 1.543 testes positivos, ante 1.372.
 Os Estados Unidos confirmaram 974 novos casos, elevando o número total para 4.459. Mais 22 mortes foram registradas, elevando o número total para 87.
 A Ucrânia confirmou dois novos casos: duas mulheres, uma das quais retornou recentemente da Itália. Mais tarde, mais dois casos foram confirmados, elevando o total para 7.
 O Vietnã confirmou quatro casos adicionais, elevando o número total para 61.

### 17 de março
Os Barbados relatou seus dois primeiros casos, pessoas que retornaram recentemente dos EUA.
 A Bulgária confirmou cinco novos casos, elevando o número para 67, e mais 14 novos casos, elevando o número total para 81.
 O Brasil confirmou a primeira morte no país, um homem de 62 anos de idade no estado de São Paulo.
 A França confirmou que 7.730 pessoas já haviam testado positivo com 175 mortes.
A Gâmbia relatou seu primeiro caso.
 A Hungria relatou 11 novos casos, elevando o número total para 50.
 A Indonésia registrou 38 novos casos, elevando o número total para 172.
 A Irlanda confirmou 69 novos casos, os maiores até o momento. 292 total de casos confirmados e 2 óbitos.
 A Itália confirmou um aumento para 31.506 casos e 2.503 mortes.
 O Kuwait confirmou sete novos casos, elevando o total para 130.
 A Malásia relatou suas duas primeiras mortes, um pastor de 60 anos em Sarawak e um homem de 34 anos de Johor que havia participado de uma reunião religiosa muçulmana. 120 novos casos também foram confirmados, elevando o número total para 673.
 O Montenegro relatou seus dois primeiros casos. Um infectado era de Podgorica e o outro de Ulcinj. Montenegro foi o último país da Europa sem nenhum caso confirmado.
 A Holanda confirmou 1.705 casos e 43 mortes.
 A Nova Zelândia confirmou quatro novos casos, elevando o total para 12.
 O Paquistão confirmou sua primeira morte.
 As Filipinas notificaram 45 novos casos, totalizando 187.
 A Singapura confirmou 23 novos casos, elevando o número total para 266. Este é o maior número de novos casos no país em um único dia até o momento.
Sint Maarten confirmou seu primeiro caso, um morador local de 26 anos que viajou para o Reino Unido e Miami.
 A Eslováquia confirmou 25 novos casos, elevando o número total para 97.
 O Panamá confirmou vários novos casos, elevando o número total para 86.
 A Ucrânia registrou sete novos casos e sua segunda morte, elevando o número total de casos para 14.
 O Reino Unido registrou 407 novos casos, com o total subindo de 1.543 para 1.950.
 Os Estados Unidos confirmaram 1.676 novos casos, elevando o número total para 6.135. Mais 25 mortes foram registradas, elevando o número total para 112. O Brooklyn Nets anunciou que quatro de seus jogadores haviam testado positivo, incluindo o atacante Kevin Durant.
 O Vietnã confirmou mais cinco casos, elevando o número total para 66.

### 18 de março
As Bermudas confirmaram seus dois primeiros casos.
 O Bangladexe confirmou sua primeira morte.
 A Costa Rica confirmou sua primeira morte.
 O Djibuti confirmou seu primeiro caso.
 O El Salvador confirmou seu primeiro caso.
 A Guatemala confirmou dois casos adicionais, elevando o total para 8.
 A Irlanda confirmou 74 novos casos, os maiores até o momento. 366 total de casos confirmados e 2 óbitos.
 A Itália registrou 4.207 novos casos e 475 novas mortes. O número total de casos chegou a 35.713 e o número total de mortes aumentou para 2.978.
 O Quirguistão registrou seus primeiros casos, três pessoas que haviam retornado recentemente de uma peregrinação à Arábia Saudita.
 A Malásia confirmou 117 novos casos, elevando o número total para 790.
 Maurício anunciou seus três primeiros casos.
 A Moldávia confirmou sua primeira morte e seis novos casos, elevando o total para 36.
 O Monserrate confirmou seu primeiro caso, uma pessoa que visitou o Reino Unido.
 A Nova Caledônia confirmou seus dois primeiros casos.
 A Nova Zelândia confirmou oito novos casos, elevando o total para 20.
 A Nicarágua confirmou seu primeiro caso, importado do Panamá.
 A Singapura confirmou 47 novos casos, elevando o número total para 313. Este é o maior número de novos casos no país em um único dia até o momento.
 A Eslováquia confirmou sua primeira morte.
 O Panamá confirmou vários novos casos, elevando o total para 109.
 O Reino Unido confirmou 676 novos casos, totalizando 2.626. Foram anunciadas 32 mortes adicionais, elevando o total para 104.
 Os Estados Unidos confirmaram mais 2.601 casos, elevando o número total para 8.736. Mais 37 mortes foram registradas, elevando o número total para 149.
 O Vietnã confirmou mais dez casos, elevando o número total para 76.
 A Zâmbia relatou seus dois primeiros casos.

### 19 de março
A Angola confirmou seu primeiro caso, um empresário chinês.
 O Chade confirmou seu primeiro caso, um cidadão marroquino que viajara de Camarões para o país.
 O Fiji confirmou seu primeiro caso.
 A Guatemala confirmou um caso adicional, elevando o total para 9.
 O Haiti relata seus dois primeiros casos.
 A Irlanda confirmou 191 novos casos, o maior até o momento com mais de duas vezes e meia os casos confirmados de 18 de março e uma terceira morte, elevando o número total de casos para 557. Aproximadamente 7.000 exames foram realizados até o momento e o Ministro para a Saúde, Simon Harris, acredita que haverá 15.000 testes administrados por dia a partir dos próximos dias.
 A Ilha de Man confirmou seu primeiro caso, uma pessoa que retornou recentemente da Espanha.
 O número de casos da Itália aumentou para 41.035 em relação aos 35.713 anteriores, um aumento de 5.322, uma taxa de crescimento mais rápida do que nos últimos três dias. Eles também ultrapassaram a China como o país com mais mortes, registrando 3.405 mortos, um aumento de 427 em relação ao dia anterior.
 A Malásia confirmou 110 novos casos, elevando o número total para 900.
 A Nova Zelândia confirmou oito novos casos, elevando o total para 28.
 O Níger confirmou seu primeiro caso, um homem local de 36 anos que viajou muito para o Togo, Gana, Costa do Marfim e Burquina Fasso devido ao trabalho.
 O Panamá registrou vários casos novos, elevando o número total para 137.
 O Paquistão confirmou 70 casos adicionais.
 A Rússia confirmou sua primeira morte.
 A Singapura confirmou 32 novos casos, elevando o número total para 345.
 A Espanha relatou um grande aumento de casos, com 17.147 casos e 767 mortes.
 O total de casos diagnosticados no Reino Unido subiu para 3.229, um aumento de 603, com o número de mortos subindo para 144.
 Os Estados Unidos confirmaram mais 4.397 casos, elevando o número total para 13.133. Mais 46 mortes foram registradas, elevando o número total para 195. O Denver Nuggets, o Los Angeles Lakers, o Philadelphia 76ers e o Boston Celtics relataram que alguns de seus jogadores tiveram resultados positivos para o vírus. Os jogadores não foram nomeados.
 O Vietnã confirmou mais nove casos, elevando o número total para 85.

### 20 de março
O Cabo Verde confirmou seu primeiro caso, um turista inglês de 62 anos.
 O Timor-Leste confirma o seu primeiro caso.
 A Guatemala confirma três casos adicionais, elevando o total para 12.
 A Irlanda confirmou 126 novos casos, menos do que em 19 de março. 683 total de casos confirmados e 3 óbitos.
 O Madagascar relata seus três primeiros casos.
 A Malásia confirmou sua terceira morte. Além disso, 130 novos casos foram confirmados, elevando o número total para 1.030.
 A Nova Zelândia confirma 11 novos casos, elevando o total para 39.
 O Panamá registrou mais de 60 novos casos, elevando o número total para 200.
 A Papua Nova Guiné confirmou seu primeiro caso.
 A Singapura confirmou 40 novos casos, elevando o número total para 385.
 A Ucrânia confirmou 15 novos casos, elevando o número total para 41.
 Os Estados Unidos confirmaram mais 5.630 casos, elevando o número total para 18.763. Foram relatadas mais 63 mortes, elevando o número total para 258.
 O Vietnã confirmou mais seis casos, elevando o número total para 91.
 O Zimbábue confirmou seu primeiro caso.

### 21 de março
A Eritreia confirma seu primeiro caso, um cidadão eritreia de 39 anos com residência permanente na Noruega.
 A Guatemala confirmou cinco novos casos, elevando o total para 17.
 A Indonésia confirmou 81 novos casos, elevando o total para 450. O número de mortes aumentou de seis para 38.
 A Irlanda confirmou 102 novos casos, menos do que em 20 de março. 785 total de casos confirmados e 3 óbitos.
 A Malásia confirmou mais cinco mortes, elevando o total para 8. Separadamente, 153 novos casos foram confirmados, elevando o número total para 1.183.
 A Nova Zelândia registra 13 novos casos, elevando o total para 52.
 As Filipinas registraram 77 novos casos de COVID-19, elevando o total para 307.
 A Singapura confirmou suas duas primeiras mortes, um indonésio de 64 anos e uma singapuriana de 75 anos. Mais tarde, 47 novos casos foram confirmados, elevando o número total para 432.
 A Uganda confirma seu primeiro caso.
 O Vietnã confirmou mais três casos, elevando o número total para 94.

### 22 de março
A Dominica confirmou seu primeiro caso, um homem de 54 anos que chegou recentemente do Reino Unido.
 A Granada confirmou seu primeiro caso, uma mulher que viajou recentemente para o Reino Unido.
 A Indonésia confirmou 64 novos casos, elevando o número total para 514.
 A Irlanda confirmou 121 novos casos, mais do que em 21 de março, e uma quarta morte, com um total de 906 casos confirmados e quatro mortes.
 A Malásia confirmou mais duas mortes, elevando o total para 10. Houve também 123 novos casos confirmados, elevando o número total para 1.306.
 O Moçambique confirmou seu primeiro caso.
 A Nova Zelândia registrou 14 novos casos, elevando o total para 66.
 A Romênia confirmou sua primeira morte, um homem de 67 anos que sofre de câncer. Um total de 367 casos já foram registrados.
 A Singapura confirmou 23 novos casos, elevando o número total para 455.
 A Síria registrou seu primeiro caso.
 O Reino Unido confirmou que os resultados positivos dos testes haviam aumentado para 5.683 e houve 281 mortes.
 Os Estados Unidos confirmaram mais 10.351 casos, elevando o número total para 34.000. Foram relatadas mais 111 mortes, elevando o número total para 413.
A Ucrânia confirmou mais 26 casos, elevando o número total para 73.
 O Vietnã confirmou mais 19 casos, elevando o número total para 113.

### 23 de março
O Belize confirmou seu primeiro caso, um morador local que retornou recentemente de Los Angeles.
 A Indonésia confirmou 65 novos casos, elevando o número total para 579.
 A Irlanda confirmou 219 novos casos, o maior aumento até o momento e duas mortes, com um total de 1.125 casos confirmados e 6 mortes.
 O Mianmar confirmou seus dois primeiros casos.
 A Nova Zelândia confirma 36 novos casos, elevando o número total para 102.
 O Panamá confirmou vários novos casos, elevando o número total para 345. O Panamá também confirmou várias novas mortes, elevando o número total para 6.
 A Singapura confirmou 54 novos casos, elevando o número total para 509.
 As Ilhas Turcas e Caicos confirmam seu primeiro caso.
 O Reino Unido confirmou que os resultados positivos dos testes haviam aumentado para 6.650 e houve 335 mortes.
 O Vietnã confirmou mais 10 casos, elevando o número total para 123.

### 24 de março
A Ilha de Páscoa relata seu primeiro caso.
 A Indonésia confirmou 107 novos casos, o maior aumento que teve até o momento, elevando o número total de casos para 686.
 A Irlanda confirmou 204 novos casos, menos do que o de 23 de março, e um óbito, totalizando 1.329 casos confirmados e 7 óbitos.
 A Itália confirmou 5.249 novos casos e 743 novas mortes, elevando o país a um total de 69.176 casos e 6.820 mortes.
 O Laos relata seus dois primeiros casos.
 A Líbia confirma seu primeiro caso.
 A Malásia registrou 106 novos casos, elevando o número total para 1.624. A Malásia também relatou uma morte, elevando a taxa total de fatalidade para 15.
 A Nova Caledônia relata dois novos casos, elevando o total para nove.
 A Nova Zelândia confirmou 40 novos casos e começou a incluir casos prováveis em sua contagem. A inclusão eleva o total da Nova Zelândia para 155.
 O Panamá confirmou 98 novos casos, elevando o número total para 443 e 2 mortes, elevando o número total para 8.
 A Singapura confirmou 49 novos casos, elevando o número total para 558.
 O Reino Unido confirmou que os resultados positivos dos testes haviam aumentado para 8.077 e houve 422 mortes. Os 8.077 casos incluíram 6.843 na Inglaterra, 584 na Escócia, 478 no País de Gales e 172 na Irlanda do Norte.

### 25 de março
A Guiné-Bissau relata seus dois primeiros casos.
 As Ilhas Virgens Britânicas relatam seus dois primeiros casos.
 A Irlanda confirmou 235 novos casos, o maior aumento até o momento, e duas mortes, totalizando 1.564 casos confirmados e 9 mortes.
 O Mali relata seus dois primeiros casos.
 A Nova Zelândia relata 50 novos casos, incluindo casos prováveis, elevando o número total de casos confirmados e prováveis para 205.
 O Peru confirmou duas mortes, elevando o número de mortos para 9.
 O Reino Unido confirmou que os resultados positivos dos testes subiram para 9.529 e houve 463 mortes.
 O São Cristóvão e Neves relata seus dois primeiros casos.
 Singapura confirmou 73 novos casos, elevando o número total para 631.

### 26 de março
A Anguillha relatou seus dois primeiros casos.
 A Espanha confirmou mais 655 mortes, elevando o número de mortos para 4.000.
 O Irã registrou 2.389 novos casos e 175 mortes nas últimas 24 horas, elevando o número total de mortos no país para 2.234.
 A Irlanda confirmou 255 novos casos, o maior aumento até o momento e dez mortes, o maior salto até o momento (anteriormente 2 mortes em um dia), totalizando 1.819 casos confirmados e 19 mortes.
 A Nova Zelândia registrou 78 casos confirmados e prováveis, elevando o total para 283. Um total de 27 pessoas se recuperou do vírus.
 A Rússia confirmou 182 casos, elevando o total para 842.
 Singapura confirmou 52 novos casos, elevando o número total para 683.

### 27 de março
A África do Sul confirmou sua primeira morte ao mesmo tempo em que começou o bloqueio no país.
 A Espanha registrou o maior número de mortos em um dia em todo o mundo até o momento, com 769 mortes. Agora havia 64.059 casos confirmados, contra 56.188.
 Os Estados Unidos confirmaram pelo menos 101.242 casos com base em dados coletados pela Universidade Johns Hopkins, ultrapassando a China (81.782) e a Itália (80.589). O número de mortos nos EUA ultrapassou 1.500.
 A Itália confirmou um novo número mais alto de mortes em um dia com 919 mortes (ultrapassando o total da Espanha divulgado no início do dia), aumentando o total do país para 9.134. No geral, os casos confirmados de infecção aumentaram 5.959 para 86.498.
 A Malásia confirmou sua 24.ª morte, um homem de 35 anos que viajou para a Indonésia no início do mês. O país registrou um total de 2.031 casos, o mais alto do sudeste da Ásia.
 A Nova Zelândia confirmou 85 novos casos prováveis e confirmados, elevando o total para 368.
 Singapura confirmou 49 novos casos, elevando o número total para 732.
- Relatos de notícias que citam um documento do governo informaram que uma mulher de 57 anos, que deu positivo para a doença de coronavírus em 10 de dezembro de 2019 e foi descrita no The Wall Street Journal em 6 de março de 2020, pode ter sido a paciente zero na pandemia de coronavírus.[219][220]

### 28 de março
A Irlanda confirmou 294 novos casos e 14 mortes, o maior número de mortos até o momento. Isso dá um total de 2.415 casos confirmados e 36 mortes.
 A Itália superou as 10.000 mortes atribuídas ao vírus.
 A Nova Zelândia registrou 83 novos casos, incluindo 78 casos confirmados e cinco prováveis, elevando o total para 451.
 O Panamá confirmou 115 novos casos, elevando o total para 901, e confirmou 3 novas mortes, elevando o total para 17.
 O Reino Unido confirmou que os resultados positivos dos testes haviam aumentado para 17.089 e houve 260 novas mortes, aumentando o total para 1.019.
 A Singapura confirmou 70 novos casos, elevando o número total para 802.

### 29 de março
As Ilhas Marianas do Norte confirmaram os dois primeiros casos do território.
 A Irlanda confirmou 200 novos casos e 10 mortes. Isso dá um total de 2.615 casos confirmados e 46 mortes.
 Israel relatou 628 novos casos, elevando o total para 4.247. O país também relatou três novas mortes, elevando o número total para 15.
 A Malásia registra sete novas mortes, elevando o total para 34. O país também confirma 2.470 casos.
 A Nova Zelândia registra 60 novos casos confirmados e três novos prováveis, elevando o total de casos confirmados e prováveis para 514. O país também registrou sua primeira morte.
 O Panamá confirmou 88 novos casos, elevando o total para 989 e 7 novas mortes, elevando o total para 24.
 A Singapura confirmou sua terceira morte. Ao mesmo tempo, 42 novos casos foram confirmados, elevando o total para 844.

### 30 de março
- Relatório de situação 70 da OMS.[236]

### 31 de março
- Relatório de situação 71 da OMS.[237]